# Sydney Entertainment Centre
Sydney Entertainment Centre – był to obiekt rozrywkowy w Haymarket w Sydney w Australii. Został otwarty w 1983 roku i obecnie należy do Sydney Harbour Foreshore Authority. Jest jednym z większych aren koncertowych w Sydney. Budynek posiada 12 500 miejsc i odbywają się w nim koncerty, wydarzenia sportowe, a także rozrywkowe. Każdego roku SEC odwiedza około milion osób.

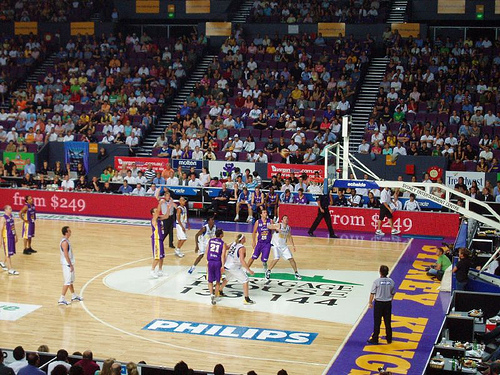
SEC podczas meczu koszykarskiego

W Sydney Entertainment Centre koncertowało bardzo wielu artystów, w tym m.in.: Depeche Mode, Elton John, Beyoncé Knowles, Queen, Mariah Carey, Bruce Springsteen, Shania Twain, Westlife, Pink, My Chemical Romance, Muse, Rage Against the Machine, Red Hot Chili Peppers, Linkin Park, Janet Jackson, Coldplay, Metallica, Christina Aguilera, The Black Eyed Peas, Céline Dion, Kylie Minogue, Evanescence, Tool, Marilyn Manson, Kelly Clarkson, Radiohead, AC/DC, Van Halen, Nickelback i Coolio. Miały tu również miejsce występy z serii Disney on Ice oraz musical Hugh Jackmana The Boy from Oz. W 2000 roku w arenie odbywały się wydarzenia World Championship Wrestling.
SEC był domowym obiektem drużyny koszykarskiej Sydney Kings. W arenie odbywały się poza tym inne wydarzenia sportowe, w tym m.in. bokserskie oraz tenisowe.